# 빌헬름 헤르만

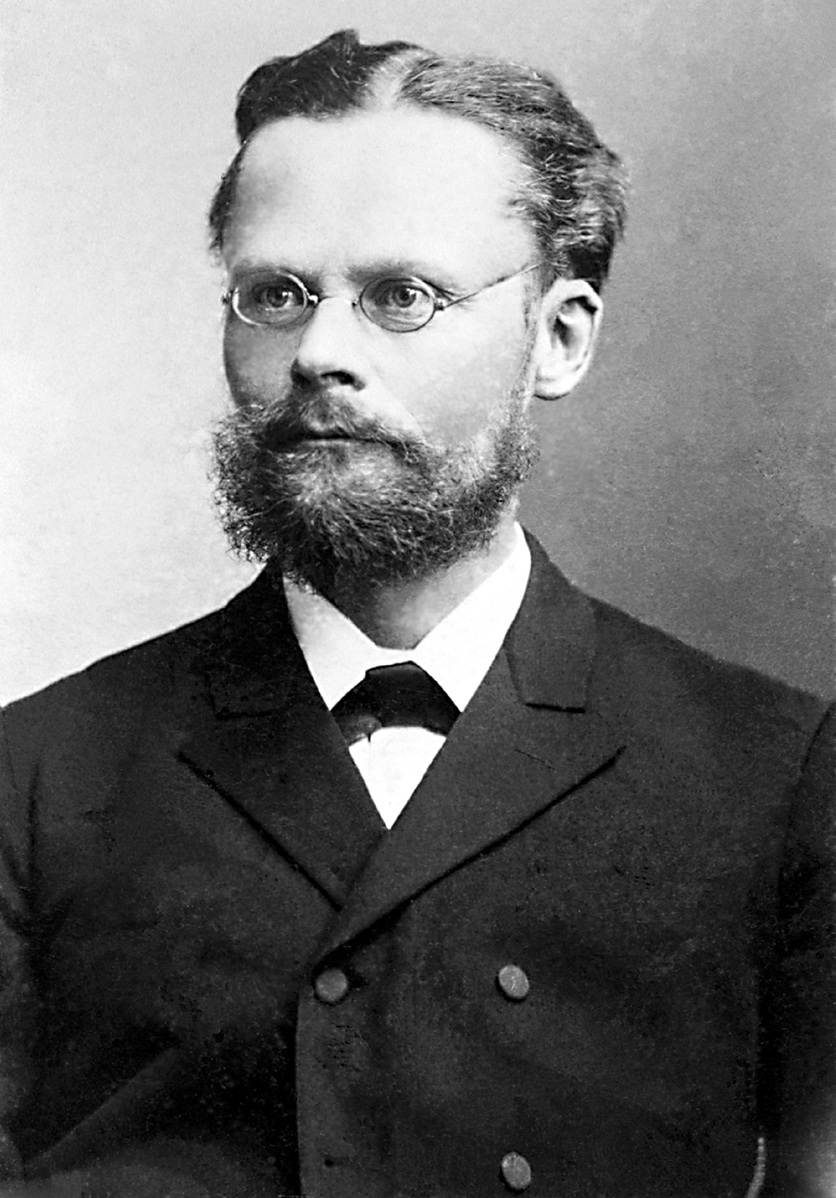

요한 게오르크 빌헬름 헤르만(Johann Georg Wilhelm Herrmann,  1846년 12월 6일 – 1922년 1월 2일)은 독일의 루터교 신학자이다. 그는 말버그 대학교`의 교수가 되기 전에 할레 대학교에서 가르쳤다.  칸트(Kant) 와 리츨(Ritschl)의 영향을 받은 그의 신학은 신을 선의 힘으로 보는 이상주의 전통을 따른다. 예수께서는 모범적인 사람으로 여겨져야 했다. 그에 따르면, 예수가 존재하지 않았더라도 그의 전통적인 묘사는 여전히 유효했다.  그의 저서 The Communion of the Christian God  19세기 자유주의 기독교의 하이라이트로 여겨졌지만, 자유주의 수정주의에 맞서 특정 보수적 이상을 보존한 것으로도 평가받고 있다. 이에 대해 그의 제자 중 한 명인 칼 바르트(Karl Barth)와  변증법적 신학은 나중에 반응했다.
헤르만의 가장 저명한 학생 중에는 Rudolf Bultmann , Karl Barth 및 John Gresham Machen이 있다. Barth와 Machen은 둘 다 Herrmann의 가르침을 거부하고 그러한 자유주의 신학에 반대함으로써 유명해졌다.

## 신학사상
헤르만의 신학은 "루터교 신칸트주의"로 특징지어져 왔으며  임마누엘 칸트의 저작에 영향을 받아 헤르만은 "변증법적 신학"을 가르쳤다.  그는 신에 대해서 논제와 대조, "교조적인 것과 비판적인 것, 예와 아니오, 공개와 베일, 객관성과 주관성"이라는 두 가지 반대 진술을 통해서만 변증법적으로 말할 수 있다고 주장했다.  목표는 종합을 찾는 것이 아니라 긴장 속에서 "중간에 자유로운 공간과 오직 하나님만이 말씀을 하실 수 있기 때문에 하나님이 직접 개입하시기를 바라는 것"을 찾는 것이었다.  헤르만은 또한 자신의 생각이 프리드리히 슐라이어마허에게 빚을 졌다고 인정했다. 그는 하나님의 종교적 경험이 개인 안에서 일어난다고 주장했다.